# Извън правилата
„Извън правилата“ (на немски: Abseits) е роман от немската писателка Гизела Елснер (1937 – 1992), публикуван през 1982 г.

Въпреки че думата „личност“ е от женски род, за жената винаги е било по-трудно да изпълни нейното съдържание. Себеосъществяването на жената е по-сложно от това на мъжа – тя е и майка, и творец на блага, и социално същество. При това е подвластна на свои биологични закони, които я правят физически по-слаба и психически по-уязвима. А „мъжките“ изисквания към нея са традиционно противоречиви – от жената се очаква да бъде красива, но и благоразумна; интелигентна, но и покорна; амбициозна, но в рамките на семейната кухня; силна, за да преглъща униженията; любвеобилна, но към законния съпруг, и т.н. „Жената е негърът на света“ се пее в една песен на Джон Ленън и този стих подсказва голямата тема, която неизбежно е навлязла и в съвременната литература.
Феминизъм и еманципация
През тридесетте години на XIX век феминистичното движение за социално равноправие на жената получава значителна подкрепа от един роман, чиято съдба е да се чете и до днес, не заради художествените му качества, а заради парливата му проблематика. Романът се нарича „Индиана“ (1832), а негов автор е тогава двадесет и осем годишната френска баронеса Орор Дюпен дьо Дюдеван, приела мъжкия псевдоним Жорж Санд. Индиана е жена, която се чувства нещастна в брака си, затова напуска мъжа си и отива при своя любим. Изоставена от него, тя изпада в отчаяние и решава да се самоубие, но в този миг се появява благородният англичанин Ралф, който през целия си живот я е обичал, и така романът завършва с общо благополучие.
Жорж Санд, заедно със своята героиня, става образец на еманципирана жена, която се бори против лицемерния буржоазен морал в любовта и брака и провъзгласява индивидуалната свобода на жената, изтръгнала се от подчинението на мъжа.
За близо две столетия „женският проблем“ не е намерил своето разрешение. Той се е усложнил и е получил нови, неочаквани страни. Оказва се, че политическото и социално равноправие не е донесло жадуваното равенство между двата пола. Нещо повече: самото това равенство започва да изглежда подозрително и дори нежелано. Защото ожесточена в стремежа си да бъде „като мъжа“, днешната ЕМАНЦИПАТКА, не само погубва своята „вечна женственост“, но и отнема възможността на мъжа да бъде мъжествен в един нетрадиционен смисъл, а това ще рече: да бъде човечен, да излезе от наложената му фалшива роля на „покорител на женските сърца“ и да развие сетива за социалната стойност на жената в едно все още „мъжко столетие“.
Размяна на ролите
Съвременната немскоезична феминистична литература се стреми преди всичко да унищожи традиционните обществени роли на мъжа и жената. Както посочва критичката Урзула Райнхолд, според съществуващите буржоазни представи за мъжа са характерни: творчество, интелигентност, логичност, духовност; а за жената: възприемчивост, задушевност, емоционалност, природност. Феминистичното движение все още не е намерило ново разпределение на тези роли, а се задоволява само с тяхната преоценка. Така „мъжките“ качества се заклеймяват, а „женските“ се представят като по-ценни и същностни.
На тази основа някои писателки се опитват да посочат очертанията на една „женска естетика“. В есето си „Сто цветя“, публикувано през 1976 година в мюнхенското списание „Фрауенофензиве“ („Женска офанзива“), Катрин Мослер пише: „Засега е невъзможно да се дефинира един чисто женски начин на писане. И тази невъзможност ще трае дълго, понеже никой никога не ще може да определи теоретически този начин, да го обхване и кодифицира, което не означава, че той не съществува... Жената трябва да опише своето тяло, да открие свой непревземаем език, който да разруши разделящите ни стени, класи, фрази, предписания и закони.“ Така на специфичната „женска“ естетическа чувствителност се възлагат определено „мъжки“ задачи.
Причината за това теоретическо блуждаене може да се потърси в особеностите на обществения и политическия живот във Федералната република през седемдесетте години на XX век. След крушението на „илюзиите от 1968-а“, когато студентското революционно движение претърпява провал, в литературата се забелязва обръщане към интимния свят на човека, към неговата душевност, донякъде пренебрегната в условията на остри социални противоречия.
Убийство чрез брак
В това силово поле на остра социална критика и стремеж към освобождаване на жената от традиционната ѝ роля в буржоазния свят се разгръща творчеството на една от най-ярките представителки на „женската проза“ във ФРГ – Гизела Елснер.
Точно сто и петдесет години след „Индиана“ на Жорж Санд, Гизела Елснер се заема със съвременното разглеждане на нейната тема в романа „Извън правилата“ (1982). Критиката нарича творбата ѝ нейната „най-човечна книга“, пресъздаваща „трагедията на обикновения живот“. Героинята, Лило Беслайн, също се чувства нещастна в брака си, затова напуска мъжа си и отива при своя любим. Изоставена от него, тя изпада в отчаяние и понеже не се появява благороден англичанин, който да и предложи сърцето и ръката си, тя се самоубива.
Приликата с романа на Санд обаче свършва дотук. В своя стремеж да се измъкне от брачната клопка героинята на Гизела Елснер е много по-близка до Ема Бовари от романа на Гюстав Флобер. Същинската тема на книгата е разпадането на буржоазното семейство, в което липсва „житейско съдържание“. За мото би послужило изречението: „Всички щастливи семейства си приличат, всяко нещастно семейство е нещастно посвоему.“ А това отправя към Толстой и неговата Ана Каренина.
Лило Беслайн, живее в едно модерно предградие, потискащо с еднообразието си. Съпругът ѝ е служител във фирма – незабележим човек, който се придържа към установения ред и пак по тази причина се мъчи да изглежда в тон с модата: носи мустачки, очила с метална рамка и затъмнени стъкла, косата му не е нито ексцентрично дълга, нито ексцентрично къса. При това Ернст Беслайн има коремче, следи редовно новините по телевизията и спортната рубрика в абонирания вестник. Той е грижовен „партньор“ в семейството, безукорен и мил – винаги, когато иска да спи с жена си ѝ купува букет червени рози. Пестелив е, но сам не се смята за еснаф, дружи със свои колеги, но и с хора от артистичния свят. Привързан е към родителите си и следва съветите на майка си. Един мъж-конфекция, живеещ с убеждението, че е самата порядъчност и достойнство. И все пак образът му е карикатурен – Гизела Елснер не крие отвращението си от него.
След близо тригодишен брак Лило се е решила да роди дете. Но тя не изпитва майчинско чувство, плачът и капризите на дъщеричката ѝ я изпълват с ужас. Страхува се за фигурата си, страхува се, че няма да намери сили да се справи със семейния живот. Изобщо страхът е нейно основно състояние и тя се бори с него, като постоянно гълта успокоителни хапове.
Романът би могъл да носи подзаглавието „Убийство чрез брак“. Защото бракът на Лило с Ернст е някакво устройство за бавно умъртвяване, невидима примка, която ѝ отнема глътката кислород, нужна ѝ да оцелее до следващия ден, до следващата лъжа и унижение. Нищо не ѝ носи удовлетворение – нито домакинският труд, нито грижите за детето, нито работата ѝ. Тя се намира в непрекъснато вътрешно бягство: от обществото, от дома, от работата, от мъжете, от собственото си Аз.
Спасението в Третия
И тогава се появява „третият“. Той е семейният приятел, художник на абстрактни картини, които никой не купува. Препитава се с критически статии, в които осмива своите колеги. Творбите му носят провокиращи заглавия като „Умиращ демонстрант“ или „Експлоататор в акция“, поради което Фред – тъй е името на любовника – минава за левичар. Той е загрижен да поддържа славата си на донжуан и голямата му страст след изкуството – а може би и преди него – е да разбива браковете на приятелите си. Правомерно Лило се разочарова и от него, защото не му е единствената „сексуална партньорка“.
Героинята на Гизела Елснер е потърсила изход в професионална реализация – започнала е работа в една аптека. Там тя може да си набавя без рецепта нужните ѝ успокоителни хапчета, които взима във все по-големи дози. Скоро тя се запознава в една пицария с русокосия студент-германист Кристиан, който също гълта хапчета против депресия. Любовта между двамата има за последица това, че студентът пропада на последния си изпит, но предлага на Лило да заживеят заедно с детето ѝ – той ще припечелва прехраната им като общ работник. Лило дълго се колебае, страховете ѝ се усилват и след тежка криза попада в психиатрична клиника. Когато най-сетне се решава да заживее с русокосия красавец, оказва се, че той вече си има нова приятелка. Междувременно Лило е оставила на съпруга си прощално писмо и той го е прочел. Желаният някога развод сега вече е станал за нея заплаха. В дълбока обърканост и безизходица Лило се самоубива в един евтин хотел, „изоставена от всички и от самата себе си“.
Човекът – подопитно животно
Писателката не взема страна в отношенията между героите на романа. Пак по подобие на Флобер тя си служи с безучастен, строг, предметен език, без следа от сантименталност. С клинична точност описва душевните състояния на подопитните лица, изследва техните реакции и рефлекси, техните взаимодействия и бездействия. Диалозите са вплетени в авторовия текст – така те приемат безличен характер и се подсилва внушението за механично съществуване. В това отношение Гизела Елснер следва теоретичните постановки на „Кьолнската школа“, развити от писателя Дитер Велерсхоф в статията му „Нов реализъм“ (1965), където се казва:
„През последните години литературата най-вече в Германия прояви подчертана склонност към фантастичното и гротескното или се занимаваше със създаването на текстове, необременени от сюжет. Струва ми се, че сега отново възниква възможност за едно друго творческо направление, което бих обозначил като Нов реализъм. Някои характерни черти на една съвременна реалистична литература могат да бъдат скицирани:
Тя няма метафизични претенции, дори не и по диалектичен път – като утвърждава, оплаква или призовава края на метафизиката, тя става по-скоро негова предпоставка. На мястото на универсалните модели на битието, изобщо на всички общи представи за човека и света, встъпва сетивно-конкретният откъс от един житейски опит, настоящият делничен живот в една ограничена сфера. Писателят вече не желае посредством стилизация, абстракция и проектиране на своя житейски опит в една игра с образи, в една завършена история, да постигне общовалидност и образцово значение, а се опитва да пише възможно най-близо до действителността, с изострено внимание за смущенията, отклоненията, незабележимото, обиколните пътища, тоест за съпротивата на действителността срещу прибързаната потребност от смисъл.“
Отговорностите
На пръв поглед книгата на Гизела Елснер се вмества в поредицата феминистични творби, където женският пол воюва за правата си с мъжкия. Но въпреки нескритата неприязън към „противния пол“ авторката, вярна на левичарските си увлечения, представя и двамата съпрузи като жертви на една социална система, която може да предложи само житейски илюзии.
Романът на Гизела Елснер „Извън правилата“, както и следващата ѝ книга – „Укротяването“ (1985), внушават идеята, че отговорността за човешкото себеосъществяване и за социалната хармония между мъжа и жената е обща – временната „победа“ над „противния пол“ носи винаги привкуса на лично поражение.